# 日本鬼燈檠
日本鬼燈檠（學名：Centaurium erythraea），或稱紅百金花、苦護膽與矢車菊，是一種植物，常被用來當作藥草，曬乾之後可以製成藥草茶，而日本鬼燈檠製作的藥草茶，有著治療肝及腎方面毛病的妙用，並具有調理血壓的效果。除此之外，將磨碎的日本鬼燈檠塗在傷口上，也可以止痛，是一種效用十分廣泛的藥用植物。

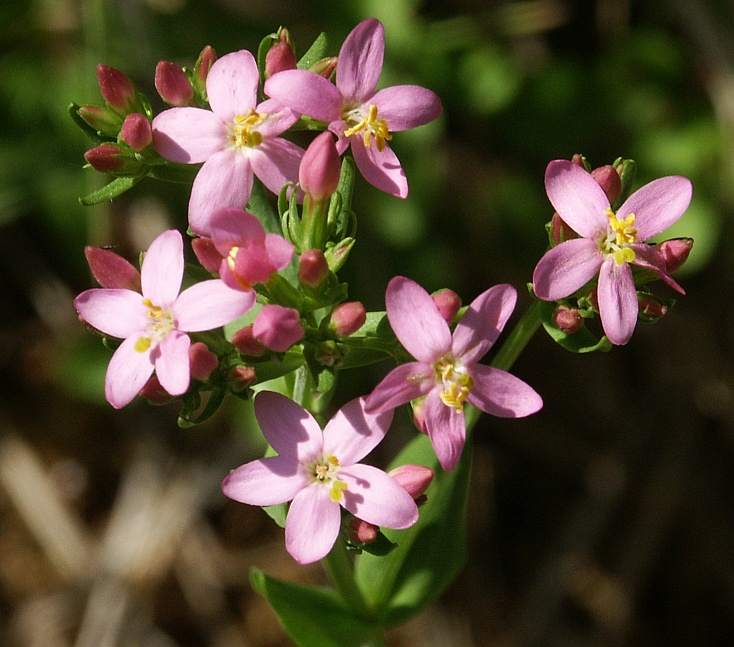
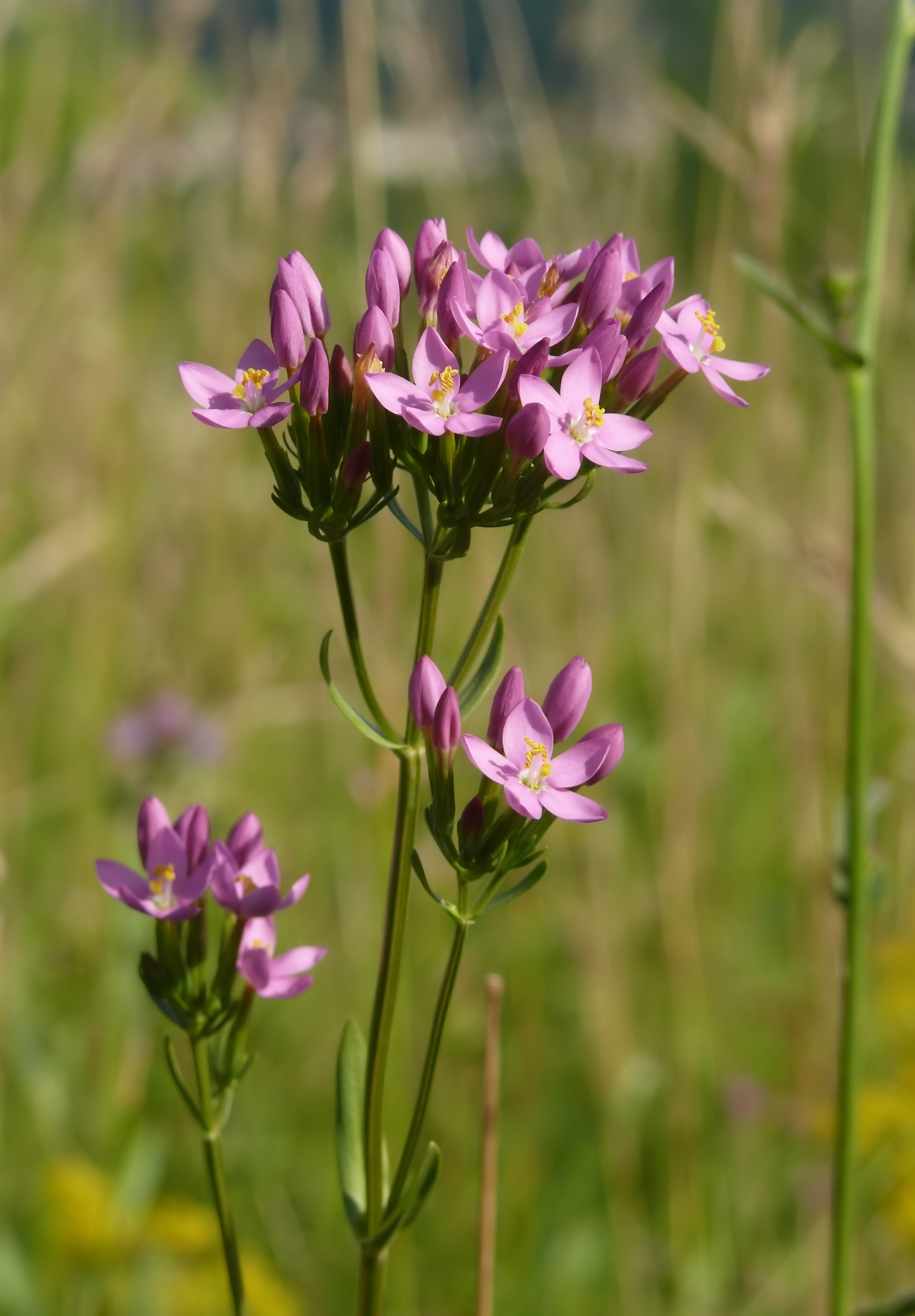
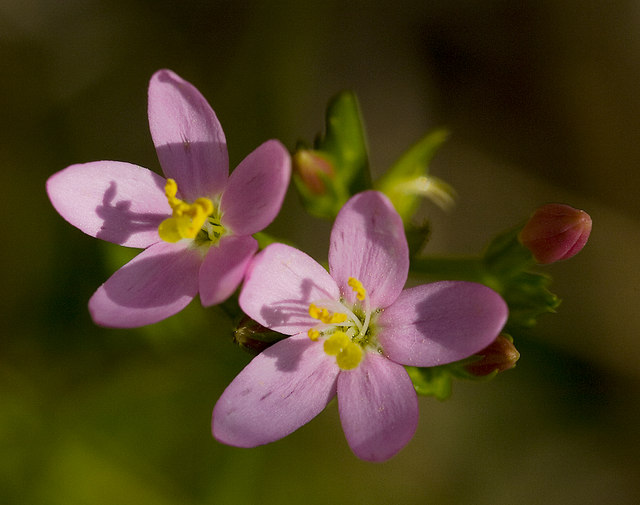
花
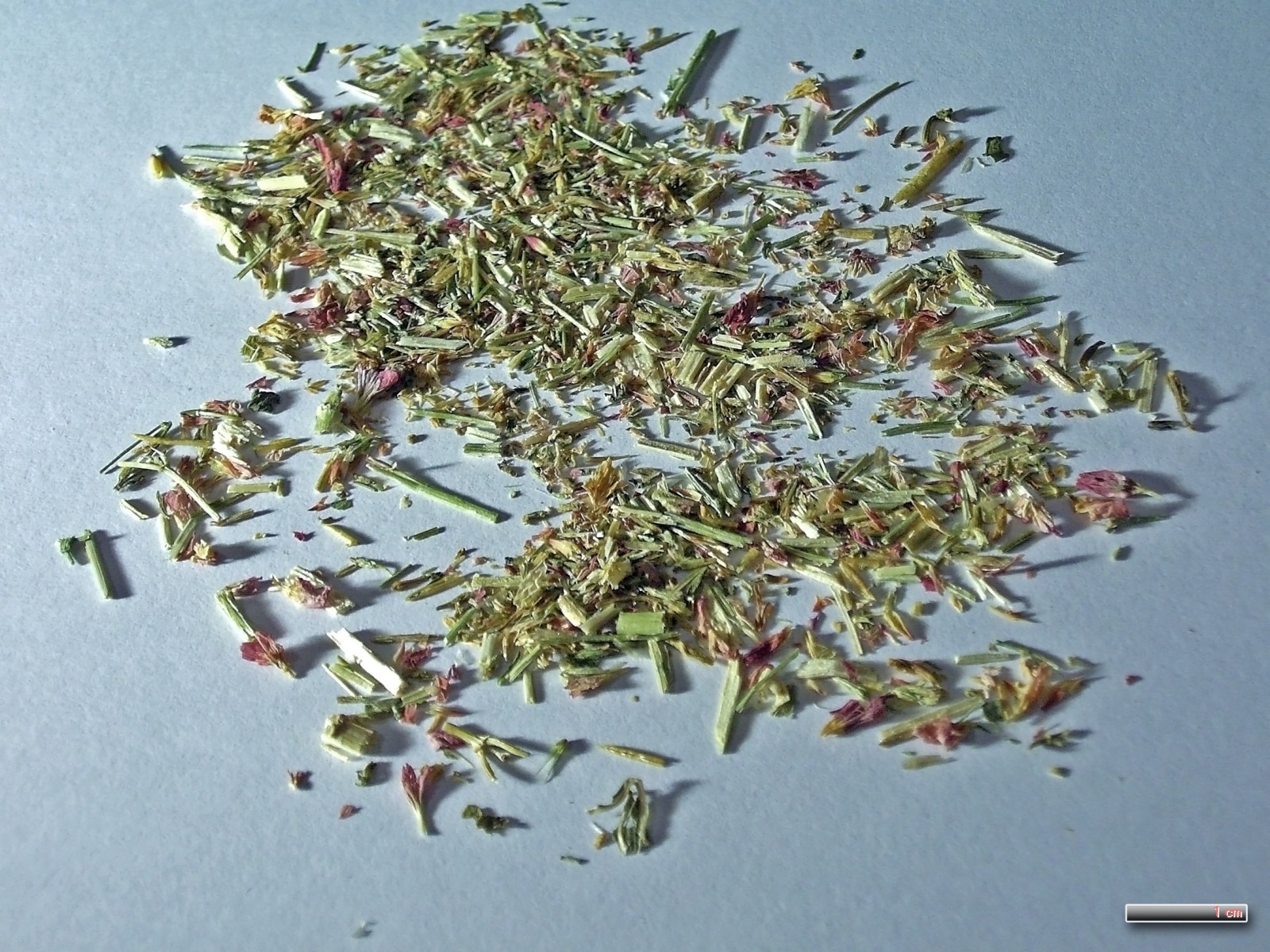
乾燥後